# Sluneční energie

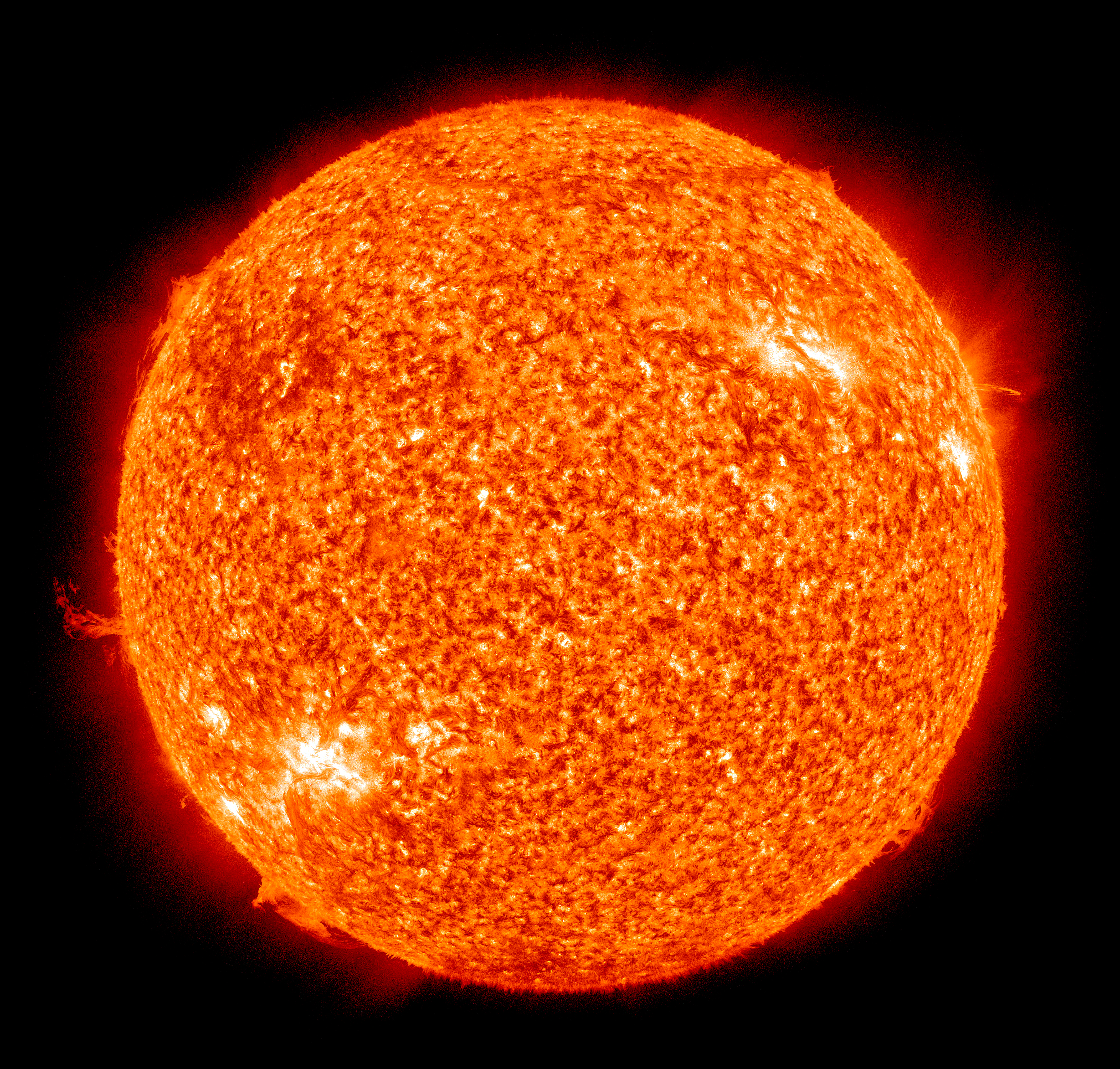
Slunce

Sluneční energie (sluneční záření, solární radiace) představuje drtivou většinu energie, která se na Zemi nachází a využívá. Vzniká jadernými přeměnami v nitru Slunce. Vzhledem k tomu, že vyčerpání zásob vodíku na Slunci je očekáváno až v řádu miliard let, označuje se tento zdroj energie jako obnovitelný.

## Projevy sluneční energie na Zemi
Podle zákona zachování energie se sluneční energie, dopadající na planetu Zemi, přeměňuje beze zbytku v jiné formy.
Mezi projevy sluneční energie na Zemi tak patří:
- Energie fosilních paliv, která vznikla v dávné minulosti z rostlinné nebo živočišné biomasy
  - uhlí
  - ropa
  - zemní plyn
- Energie větru – lišící se intenzita ohřevu jednotlivých částí planety vyvolává větrné proudění. Vítr může navíc vyvolávat na vodní hladině vznik vln.
- Energie biomasy, vzniklá přeměnou sluneční energie na energii chemických vazeb v organických sloučeninách fotosyntézou. Sem patří nejen energetické využití biomasy při spalování, ale i potravní využití živočichy (konzumenty).
- Vodní energie, kde sluneční energie představuje hybnou sílu pro koloběh vody.
- Teplo, které je většinou projevem ztrát při energetických přeměnách
- Nepřeměněné elektromagnetické záření Slunce, o které bude řeč v tomto článku.
- Sluneční vítr – proud elementárních částic a jader helia ze Slunce.

Mezi projevy sluneční energie na Zemi nepatří:
- Geotermální energie a její projevy (tato energie pochází z období vzniku Země a sluneční soustavy – vzniká jaderným rozpadem a působením slapových sil)
  - termální prameny
  - projevy posunu litosférických desek – zemětřesení, sopečná činnost, vlny tsunami
  - teplotní ohřev hlouběji položených míst (v praxi je využíván tepelnými čerpadly)
- Energie gravitačních sil, především kinetická energie soustavy Měsíc – Země – Slunce, projevující se jako příliv
- Energie atomových jader, vznikající při radioaktivním rozpadu prvků těžších než železo nebo naopak slučování prvků lehčích
- Energie kosmického záření, pocházející ze zdrojů mimo sluneční soustavu

## Dopad sluneční energie na Zemi

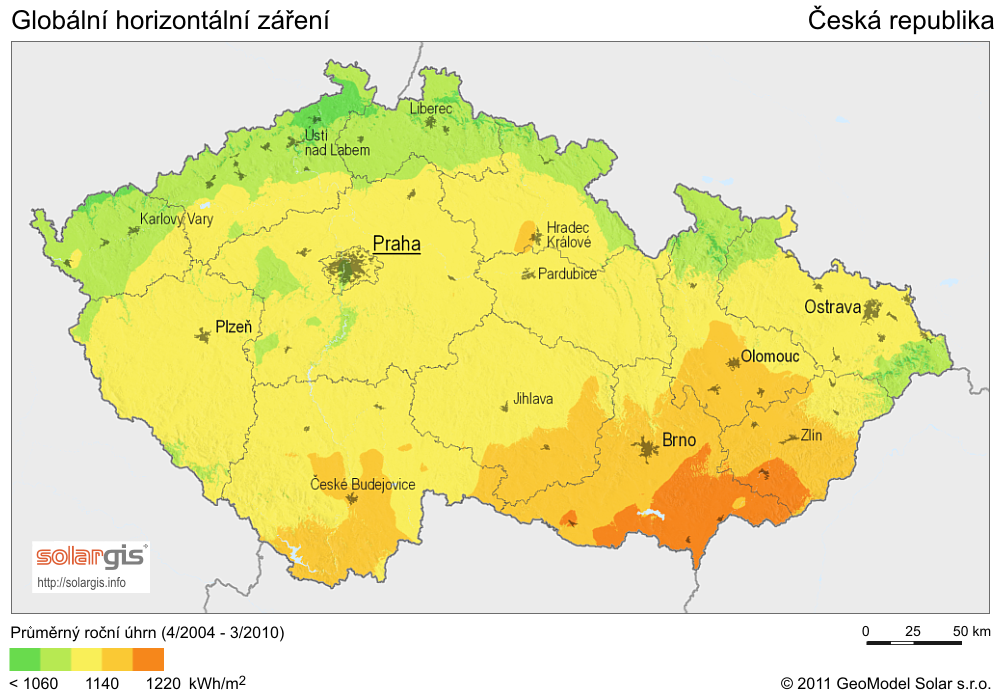
Solární záření v České republice

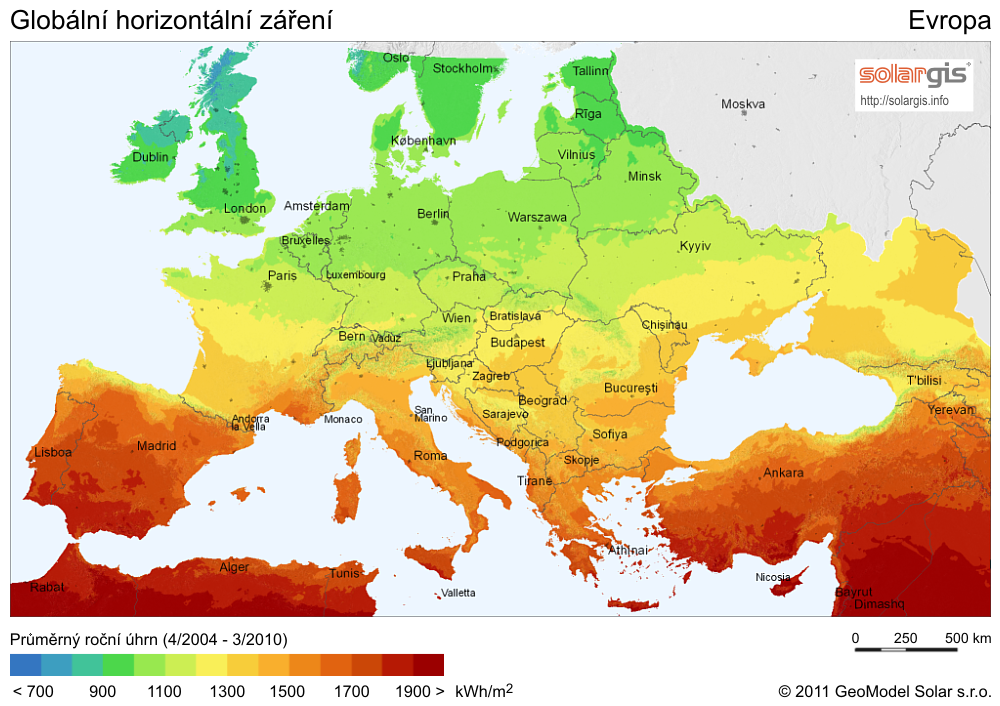
Solární záření v Evropě

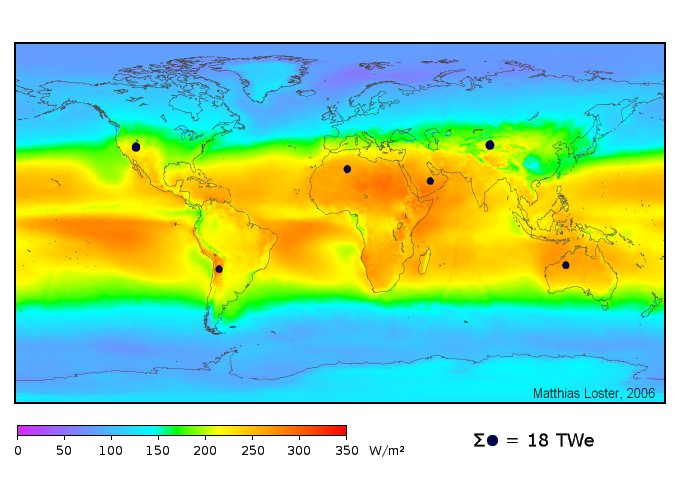
Mapa intenzity sluneční energie dopadající na Zemi

Sluneční energie je energií elektromagnetického záření. Spektrum slunečního záření lze rozdělit na:
- záření ultrafialové (vlnová délka pod 380 nm)
- záření viditelné (vlnová délka 380 až 780 nm)
- záření infračervené (vlnová délka přes 780 nm)

Viditelné záření tvoří asi 45 % dopadajícího záření, přičemž jeho podíl je vyšší při zatažené obloze (může dosáhnout až 60 %). V rostlinné fyziologii se používá též pojem fotosynteticky aktivní záření, což je záření o vlnových délkách přibližně odpovídajících viditelnému záření (většinou se udává rozsah 380–720 nm).
Příkon záření dopadajícího na povrch zemské atmosféry činí přibližně 1360 W/m2. Toto množství se nazývá solární konstanta. Ve skutečnosti není konstantní, neboť oběžná dráha Země kolem Slunce je eliptická, a to způsobuje kolísání ve velikosti solární konstanty přibližně 3 % (asi 40 W/m2). Malé změny solární konstanty jsou též spjaty s cykly sluneční aktivity, ty ale dosahují maximálně desetin procenta.

### Pohlcování záření
Část záření je pohlcena atmosférou. Pohlcení se týká ovšem jen některých vlnových délek:
- prakticky celé nejkratší části ultrafialového záření (do vlnové délky 290 nm je pohlceno zcela, od 290 do 320 nm asi ze 2/3) – pohlcuje jej především ozónová vrstva, ale v menší míře i další  plyny jako kyslík O2, oxid dusičitý NO2 nebo oxid dusný N2O [1]
- vybraných vlnových délek infračerveného záření (pohlcení především oxidem uhličitým a vodní párou)

Ve viditelné oblasti je pohlcení jen částečné a závisí na síle vrstvy atmosféry, kterou musí záření projít. Při stejné výšce Slunce nad obzorem se tedy větší pohlcení odehrává v rovníkových oblastech (kde je nejnižší část atmosféry – troposféra – nejsilnější), naopak menší v polárních oblastech a na horách. Pohlcení v polárních oblastech je ovšem zároveň zvětšeno tím, že sluneční paprsky pronikají do atmosféry pod ostrým úhlem a musí tak proniknout delší vrstvou.
Množství prošlého záření udává vztah:
kde jednotlivé veličiny znamenají:
- Rg – globální záření dopadající na vodorovný povrch Země v nulové nadmořské výšce (na hladinu moře)
- Rs – solární konstanta (s korekcí na aktuální vzdálenost Země od Slunce)
- k – koeficient propustnosti atmosféry (závisí na jejím „zašpinění“), většinou se pohybuje mezi 0,7 a 0,9
- α – úhel výšky slunce nad obzorem
- cosec α – cosecans úhlu α, tj. 1 / sin α

Není-li povrch vodorovný, lze psát vzorec (1) přibližně jako
a pak nově použité veličiny značí:
- α' – úhel naklonění plochy směrem k jihu
- β – azimut Slunce (jih = 180°)

V našich podmínkách činí globální radiace na vodorovném povrchu:
- v letním poledni max. 1 000 až 1 050 W/m2 [zdroj?]
- v zimním poledni max. 300 W/m2
- při souvisle zatažené obloze max. 100 W/m2
- v noci (při úplňku) max. 0,01 W/m2

Teoreticky může být hodnota krátkodobě i přes 1 100 W/m2, a to pokud jsou na obloze rozptýlená světlá oblaka, od nichž se záření silně odráží.
Pro výpar lze dosáhnout výkonu jednotek W/m2.

## Základní přeměny sluneční energie
Lze ji popsat rovnicemi pro čistou radiaci
kde jednotlivé veličiny vyjadřují následující:
- Rn – čistá radiace (po odečtení albeda a dlouhovlnného vyzařování)
- Rg – dopadající záření
- Ra – albedo (procento odraženého záření)
- Rlw – dlouhovlnné záření
- A – fotosyntéza (vyjádřená v energetických tocích)
- Q – teplo spotřebované na ohřev vegetace
- G – tok tepla do půdy
- H – pocitové teplo
- LE – latentní teplo výparu neboli evapotranspirace

Součin LE představuje energetickou hodnotu vypařené vody, kterou lze vypočítat jako množství vody E (v mm, neboli l/m2) vynásobené měrným latentním teplem výparu L (při teplotě 20 °C platí L = 2439 kJ.kg−1).
Protože A a Q jsou svým podílem zanedbatelné (obě složky činí zpravidla do 1 % čisté radiace), lze tyto členy v rovnici (4) zanedbat a psát ji v zjednodušeném tvaru jako
Poměr nejvýznamnější složek, tedy pocitového tepla a latentního tepla, označujeme jako Bowenův poměr β

## Využití sluneční energie

### Přímé
Solární konstanta (1348,3 W/m2) je energie od Slunce, za jednotku času, dopadající na jednotku plochy kolmou ke směru šíření záření, při průměrné vzdálenosti Slunce od Země (149,6 * 106 km), mimo zemskou atmosféru.
Na Zemský povrch dopadne maximálně 1100 W/m2. Jedná se však stále jen o kolmé plochy na směr toku.
- pro výrobu elektrické energie je nejrozšířenější fotovoltaický článek, využívají se však i jiné způsoby, jako stirlingův motor, ohnisková zrcadla, Solární věže
- v zemědělství (skleníky),
- zpracování užitkové vody (ohřev, ale též desalinace a desinfekce),
- vytápění.

### Nepřímé
Nepřímo se sluneční energie v přírodě přeměňuje na:
- potenciální energii vody (využívaná ve vodních elektrárnách),
- kinetickou energii vzdušných mas (vítr),
- chemickou energii biomasy (včetně fosilních paliv, kde akumulace sluneční energie proběhla před dlouhou dobou).

### Solární články

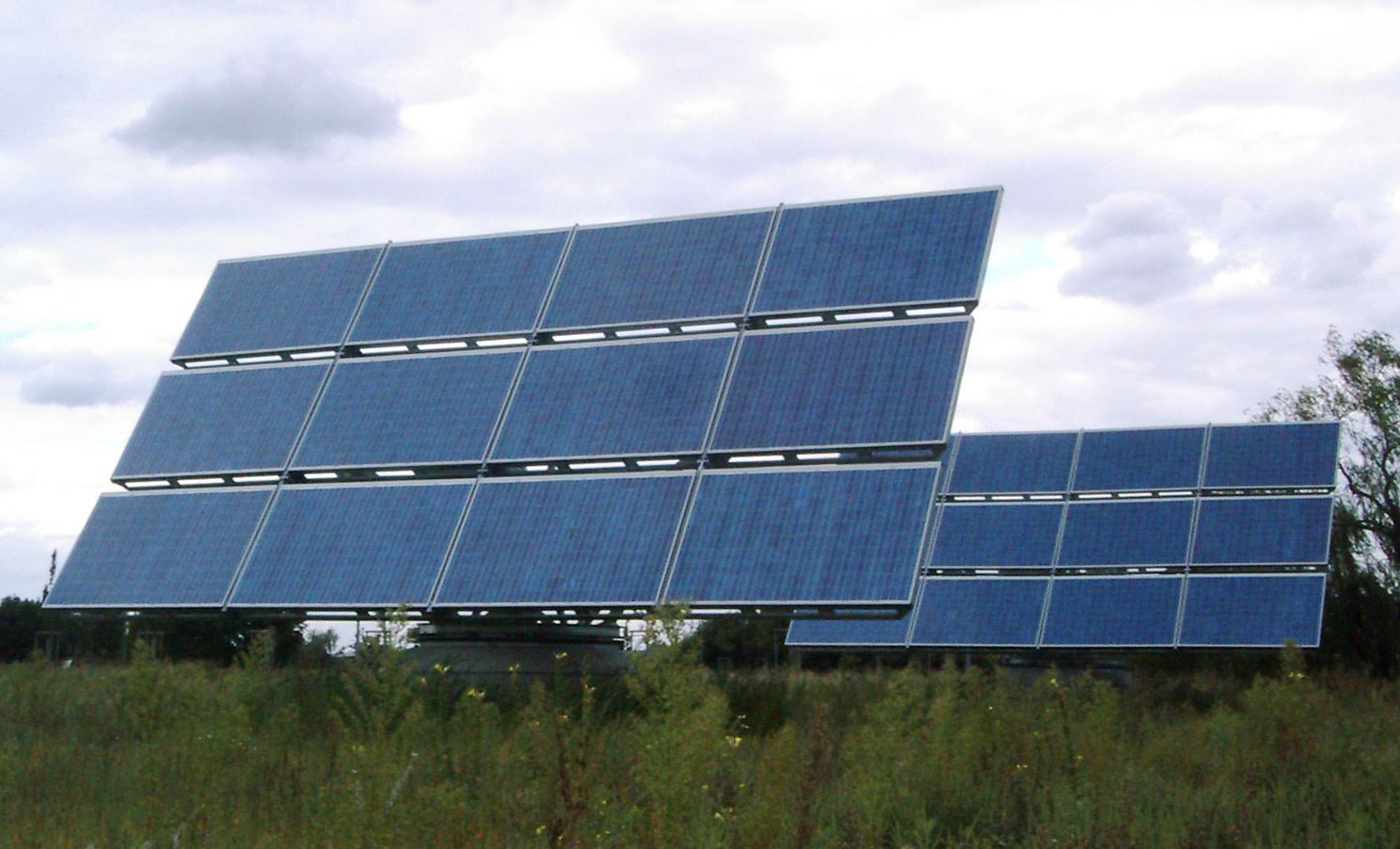
Solární panely

Solární články (sluneční baterie) jsou polovodičové prvky, které mění světelnou energii v energii elektrickou. Fotoelektrický efekt vysvětluje vznik volných elektrických nosičů dopadem záření. Celkově se daří přeměnit v elektrickou energii jen asi 17 % energie dopadajícího záření.
Solární články jsou tvořeny polovodičovými plátky tenčími než 1 mm. Na spodní straně je plošná průchozí elektroda. Horní elektroda má plošné uspořádání tvaru dlouhých prstů zasahujících do plochy. Tak může světlo na plochu svítit. Povrch solárního článku je chráněn skleněnou vrstvou. Sloužící jako antireflexní vrstva a zabezpečuje tak, aby co nejvíce světla vniklo do polovodiče. Antireflexní vrstvy se většinou tvoří napařením oxidu titanu. Tím získá článek svůj tmavomodrý vzhled. Jako polovodičový materiál se používá převážně křemík. Jiné polovodičové materiály, např. galium arsenid, kadmiumsulfid, kadmiumtellurid, selenid mědi a india, nebo sulfid galia se zatím zkoušejí. Krycí sklo chrání povrch solárních článků i před vlivy prostředí.

#### Využití solárních článků
Využití těchto článků je různorodé: od solárních kalkulaček až po energetické zabezpečení horských chat v rozsahu jednotek až desítek kW. Elektrický výkon je dán celkovou plochou a účinností solárních článků. Při ploše 1 dm² a plném slunečním svitu může při napětí 0,5 V a proudu 2,5 A dávat článek výkon 1,25 W. Vyšší napětí se získá sériovým řazením a větší proud paralelním řazením. Panel bývá složen z 33 až 36 křemíkových solárních článků. Nevýhodou je ale vyšší cena proti klasickým zdrojům.
Oblast průmyslu pro výrobu solárních článků a adaptaci sluneční energie zažívá v současné době rychlý růst a některé programy (jako např. Clean Power from Deserts od kooperace TREC při Římském klubu či projekt solárních ostrovů Spojených arabských emirátů) začínají pozvolna získávat prostor v energetických strategiích jednotlivých států.[zdroj?]

### Soustředění sluneční energie
Jiný způsob využití sluneční energie je nikoli přijímat ji plošně, ale pomocí soustavy parabolických zrcadel ji odrážet a soustředit do jednoho místa s „receptorem“ schopným tuto přesměrovanou energii zpracovat nebo uchovat. Tímto receptorem může být i Stirlingův motor.
Konstrukce, které tento způsob získávání energie využívají, se označují jako koncentrační solární elektrárna.

## Solární elektrárny
Další možností je využití sluneční energie na výrobu elektřiny (fotovoltaika). Kolik energie sluneční elektrárna vyrobí se odvíjí od intenzity slunečního záření. Pokud je obloha bez mráčku, výkon slunečního záření je kolem 1kW/m2. Když se však obloha zatáhne, sluneční záření je až 10krát méně intenzivní. Počet slunečních hodin v České republice je v průměru 1330–1800 hodin ročně. Konkrétní údaj vážící se k místu, v němž plánujete stavět solární elektrárnu, poskytuje Český hydrometeorologický ústav.
Vždy nicméně záleží na konkrétním místě, které pro stavbu solární elektrárny zvolíme. Intenzitu a dobu slunečního záření ovlivňuje nadmořská výška, oblačnost a další lokální podmínky jako jsou časté ranní mlhy, znečištění ovzduší či úhel dopadu slunečních paprsků. Množství energie z fotovoltaických panelů pro různá místa, čas a sklon je možné spočítat zde.
Na místě je samozřejmě také otázka kapacity. Jinými slovy: kolik se na plochu střechy (či na jiné místo zvolené pro instalaci elektrárny) vejde solárních panelů? Obecně platí, že 1 kWp (maximální výkon elektrárny) zabere asi 8–10 m2. Tato plocha je schopna vyrobit přibližně 1 MWh ročně.
Prodej nebo spotřeba elektřiny
Majitel solární elektrárny se může rozhodnout, zda využije garantovanou výkupní cenu elektřiny a bude veškerou elektřinu prodávat regionálnímu distributorovi. Ten ji musí od majitele solární elektrárny podle legislativy EU vykupovat.
Vlastník solární elektrárny se může rozhodnout pro samostatný prodej elektřiny a získat podporu formou zelených bonusů. V tom případě si prodává elektřinu sám (tedy jakémukoli koncovému uživateli) a od ČEZu, E.Onu či PRE získává zmíněné zelené bonusy. Je třeba upozornit na to, že výkupní ceny elektřiny a zelené bonusy, které každoročně stanovuje Energetický regulační úřad (ERÚ), se každoročně mění.
Pro fotovoltaická zařízení uvedená do provozu v roce 2009 platí tyto ceny: V případě solární elektrárny do 30 kW je stanovena na 12,89 Kč za 1 kWh (zelený bonus na 11,91 Kč za 1 kWh), pokud je instalovaný výkon sluneční elektrárny nad 30 kW, pak je výkupní cena stanovena na 12,79 Kč za 1 kWh (zelený bonus na 11,81 Kč za 1 kWh). Tyto ceny jsou garantovány po dobu 20 let provozování konkrétního zařízení. Tzv. zelený bonus se však mění každý rok a pro konkrétní výpočet návratnosti je potřeba zohlednit cenový výnos ERU v době pořízení fotovoltaické elektrárny. Pro provozovatele je jistě zajímavá i skutečnost, že je po dobu pěti let osvobozen od daní z příjmů. Živnostenský list není nutné zřizovat. Dříve pro provoz FVE byla nutná licence, ta je dnes nutná pouze u FVE s instalovaným výkonem vyšším než 10 kWp. Opět jde o proměnlivý údaj a v případě zájmu je vhodné sledovat aktuální legislativu.

### Solární ostrovy
Solární ostrov (Solar island) dostalo označení projektu, na kterém v současné době spolupracují Spojené arabské emiráty ve spolupráci s jistou švýcarskou inženýrskou firmou. Výsledkem návrhu je umělý ostrov – na moři plovoucí objekt kruhového tvaru s několika stovkami až tisíci zrcadel, odrážejících dopadající sluneční energii na (pravděpodobně kovovou) kolonu (potrubí), které taktéž tvoří svrchní část solárního ostrova. V tomto potrubí cirkuluje voda, kterou přijmuté záření dokáže přivést k varu. Vzniklá pára poté začne pohánět turbínu ve středu ostrova (kam se toto potrubí sbíhá), kde má být tato energie některou z dostupných technologií uložena. Projekt předpokládá, že jeden takovýto průměrný solární ostrov bude vyrábět řádově gigawatty energie z dopadajícího slunečního záření.